# عماد قطاطة
عماد كيتاتا لاعب كرة قدم تونسي لعب في نادي المحيط القرقني والنادي الرياضي الصفاقسي والجمعية الرياضية بجربة .